# Жан Батист Амадор де Він'єро дю Плессі
Жан Батист Амадор де Він'єро дю Плессі (фр. Jean-Baptiste Amador de Vignerot du Plessis; 8 листопада 1632 — 11 квітня 1662) — військовий діяч Французького королівства.

## Життєпис
Походив з французького роду Він'єро. Другий син Франсуа де Він'єро, маркіза де Понкурле, який був сином Франсуази дю Плессі, старшої сестри кардинала Рішельє. Матір'ю Жана Батиста була Марія-Франсуаза де Гемадек. Народився 1632 року у Гаврі, де його батько був губернатором. Спочатку Жану Батисту намічали церковну кар'єру, 1642 року після смерті кардинала Рішельє отримав абатства Мамутьє та Флері, а також титул маркіза Рішельє. Потім від старшого брата Армана-Жана отримав абатство Сен-Уен в Руані. На всіх цих посадах затверджено папською булою 1644 року, але вступив у права 1646 року. Невдовзі отримав права на пріорство Сан-Мартен-де Шамп в Парижі. Водночас перебував під опікою вуйни Марії-Магдалени де Він'єро, герцогині Егійон.
У 1652 року відмовився від церковної кар'єри, передавши всі абатства молодшому братові Еммануїл-Жозефу, одружившись з донькою камеристки королеви Анни Австрійської. Це викликало невдоволення вуйни Егійон. Остання відправила його до Італії, сподіваючись зруйнувати шлюб Жана Батиста. Проте марно. В результаті погиркався з Егійон, залишившись майже без статків. Лише за допомогою кардинала Мазарині зумів отримати від старшого брата щорічну земельну ренту у 20 тис. ліврів.
Невдовзі отримав чин генерал-лейтенанта, губернатора Гавра, коменданта Версальського і Сен-Жерменського палаців.Раптово помер 1662 року.

## Родина
Дружина — Жанна, донька П'єра де Бове.
Діти:
- Луї-Арман (1654—1730), 2-й маркіз Рішельє
- Єлизавета (д/н — після 1696), дружина Ніколя де Квелена, сеньйора дю Плессі, заступника прокурора Паризького парламенту
- Марія Магдалена (д/н — 1719), абатиса Сен-Ремі-де-Ланд